# 국립 정치 대학
국립 정치 대학(國立政治大學, National Chengchi University, National University of Governance)은 타이완의 국립 대학으로, 타이베이시 원산 구에 위치하고 있으며 1954년에 첫 개교되었다.

## 같이 보기
- 중국공산당 중앙당교
- 중국공산당
- 중국국민당
- 난징 도서관
- 난징 대학
- 중국인민대학
- 중화민국 육군군관학교